# Незабутня ніч
Незабутня ніч (англ. A Night to Remember) — книга американського письменника Волтера Лорда.

## Анотація
Найвідоміший бестселер Волтера Лорда написаний 1955 року, він отримав назву «Незабутня ніч», про загибель «Титаніка». У 1958 році за книгою було знято однойменний фільм.

## Сюжет
Сюжет являє собою хронологію трагічних подій, які відбувались у ніч з 14 на 15 квітня 1912 року в північних широтах Атлантичного океану, більш ніж у 600 км на південний схід від острова Ньюфаундленд, де після зіткнення з асбергом потонув легендарний пароплав Титанік. Для створення хронології автор розшукав шістдесят трьох людей які перебували у ту ніч на кораблі та змогли вижити.